# Charles Mackay (autore)
Charles Mackay (Perth, 27 marzo 1814 – Londra, 24 dicembre 1889) è stato un giornalista, poeta e paroliere scozzese.

## Biografia
Sua madre morì subito dopo la sua nascita e suo padre fu ufficiale di marina e poi soldato di fanteria. Studiò a Londra, nel Royal Caledonian Asylum, e a Bruxelles, ma trascorse molto tempo in Francia. Arrivato a Londra nel 1834, si dedicò al giornalismo. Lavorò per il Morning Chronicle dal 1835 al 1844 e poi diventò redattore del Glasgow Argus. Si trasferì all'Illustrated London News nel 1848, dove diventò redattore nel 1852. 
Pubblicò Songs and Poems (1834), scrisse una Storia di Londra, Extraordinary Popular Delusions and the Madness of Crowds (1841) e un romanzo, Longbeard. È anche ricordato per il suo Dictionary of Lowland Scotch. Mentre era in vita il suo successo era legato alle canzoni, alcune delle quali, come Cheer, Boys, Cheer, furono messe in musica nel 1846 da Henry Russell ed ebbero un successo clamoroso. 
Mackay fu corrispondente del Times durante la Guerra Civile Americana e in quel contesto scoprì e fece conoscere la Fenian conspiracy. Conseguì la laurea in Legge all'Università di Glasgow nel 1846. Fu membro della Percy Society.
Sua figlia diventò famosa come scrittrice di romanzi con il nome di Marie Corelli.